# Преах Палилай
Преах Палилай, или Пра Палилай, или Прэахпалила́й (кхмер. ប្រាសាទព្រះប៉ាលីឡៃ [pra: sa: t preah pa: li: laj]) — храм в Ангкоре, Камбоджа. Расположен внутри Ангкортома, приблизительно в 400 м к северу от храма Пхимеанакас. Построен в XIII или XIV вв. в стиле Байона. Является буддийским, хотя и содержит некоторые архитектурные особенности, присущие индуистским храмам. Основной отличительной чертой является башня в форме трубы.